# ألان هاتون
أنتوني 'ألان' هاتون (بالإنجليزية: Alan Hutton)‏ (ولد في 30 نوفمبر 1984) هو لاعب كرة قدم محترف الإسكتلندي يلعب في الدوري الممتاز لنادي توتنهام هوتسبر ، وكذلك المنتخب الوطني الإسكتلندي. وهو يلعب كظهير أيمن العودة.

## مسيرته الكروية
لعب ألان هاتون خلال مسيرته الاحترافية مع 7 أندية في واحد وعشرون موسمًا وسجل خلالها 7 أهداف ضمن 374 مباراة. حيث فاز في موسمين بالكأس وفي موسمين بالدوري.
خاض ألان هاتون مسيرته مع نادي رينجرز في موسم 2002–03 ليلعب معه ستة مواسم، مشاركًا في 94 مباراة سجل خلالها هدفين. ثم انتقل إلى نادي توتنهام هوتسبير في موسم 2007–08 في المرة الأولى واستمر معه طيلة ثلاثة مواسم ثم في موسم 2010–11 لمدة موسم واحد، حيث شارك طوالها في 51 مباراة سجل خلالها هدفين أيضًا. لينتقل بعدها إلى نادي سندرلاند في موسم 2009–10 لمدة موسم واحد، مشاركًا في 11 مباراة ولم يسجل أي هدف. ثم انتقل إلى نادي أستون فيلا في موسم 2011–12 في المرة الأولى ولمدة موسمين ثم في موسم 2014–15 ليلعب معه خمسة مواسم، مشاركًا طوالها في 185 مباراة سجل خلالها 3 أهداف. هذا وانتقل لاحقًا إلى نادي ريال مايوركا في موسم 2012–13 لمدة موسم واحد، مشاركًا في 17 مباراة ولم يسجل أي هدف. ثم انتقل بعدها إلى نادي بولتون واندررز في موسم 2013–14 لمدة موسم واحد، مشاركًا في 9 مباريات ولم يسجل أي هدف أيضًا.

## روابط خارجية
- ألان هاتون على موقع الاتحاد الدولي (مؤرشف)  (الإنجليزية)
- ألان هاتون على موقع الاتحاد الإسكتلندي (الإنجليزية)
- ألان هاتون على موقع قاعدة بيانات كرة القدم.إي يو (الإنجليزية)
- ألان هاتون على موقع ناشيونال فوتبول تيمز (الإنجليزية)
- ألان هاتون على موقع Soccerbase.com (لاعب) (الإنجليزية)
- ألان هاتون على موقع Soccerway.com (الإنجليزية)
- ألان هاتون على موقع عالم كرة القدم.نت (الإنجليزية)
- ألان هاتون على موقع كووورة